# قائمة المأكولات التاريخية

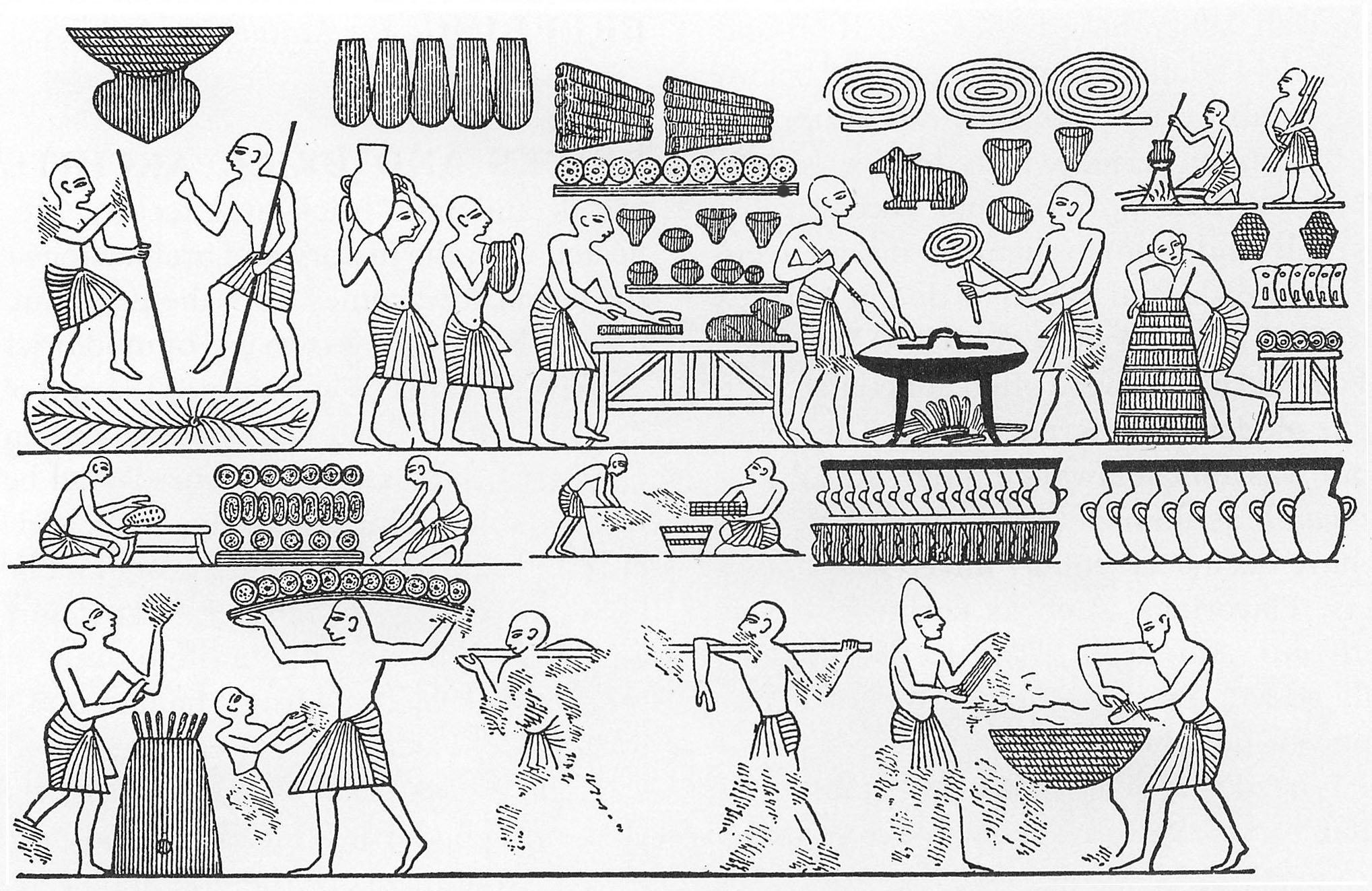
المطبخ المصري القديم: المخبز الملكي. مقبرة رمسيس الثالث وادي الملوك

تسرد قائمة المأكولات التاريخية هذه قائمة بالمأكولات من التاريخ الحديث والقديم حسب القارة. المطبخ الحالي هو موضوع مقالات أخرى.

## أفريقيا
- المطبخ المصري القديم

## الأمريكتان

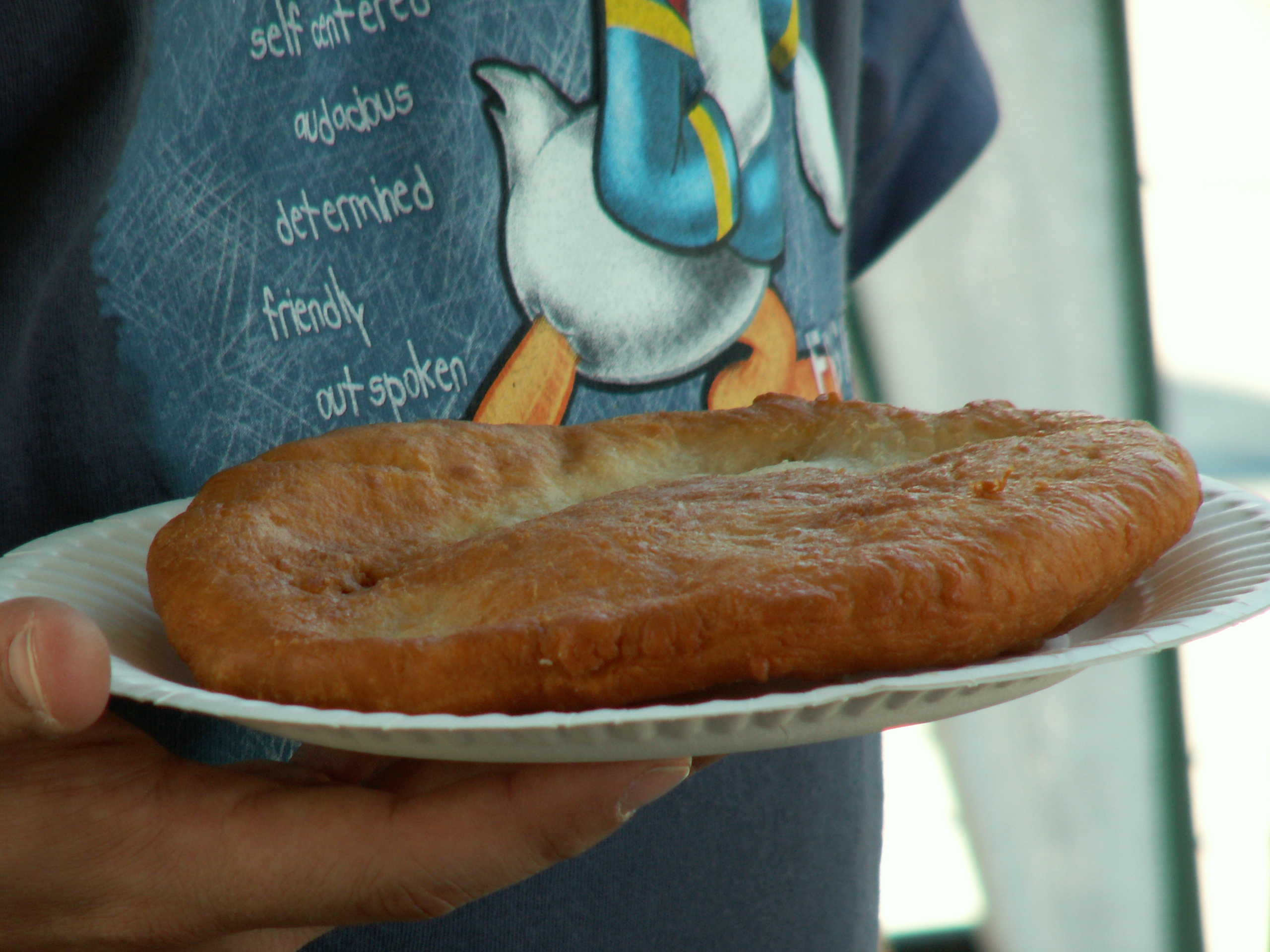
Frybread ، عنصر أساسي في المطبخ الأمريكي الأصلي

- المطبخ الأمريكي الأصلي
  - مطبخ الأزتك
  - مطبخ المايا
  - مطبخ الإنكا
- مطبخ المستعمرات الثلاثة عشر
- مطبخ أمريكا ما قبل الحرب

## آسيا

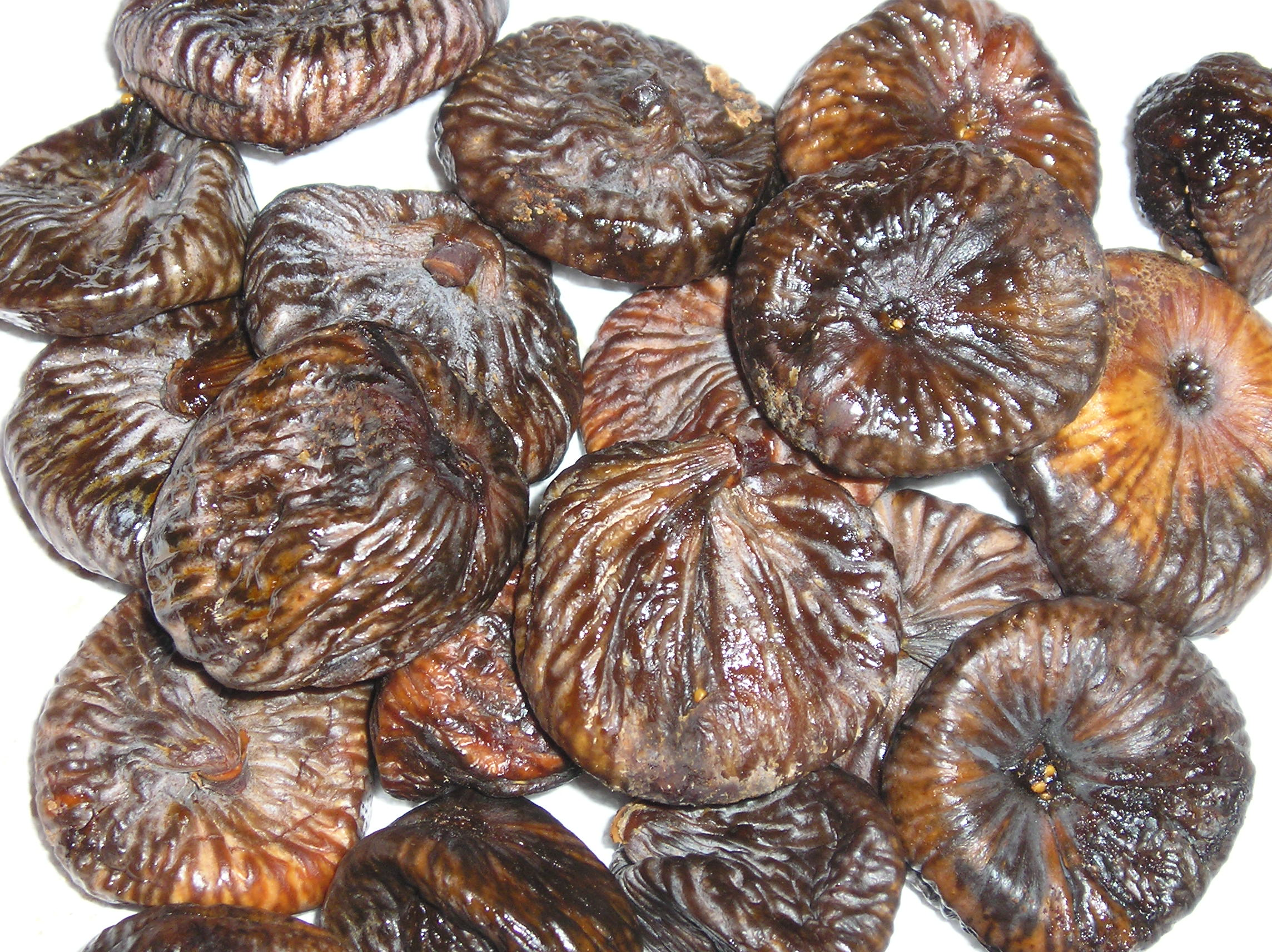
التين المجفف ، طعام شتوي في المطبخ الإسرائيلي القديم

- مطبخ ايراني
- المطبخ الإسرائيلي القديم
- المطبخ البيزنطي
- المطبخ الحثي
- تاريخ المطبخ الصيني
- تاريخ المطبخ الهندي
- المطبخ العثماني

## أوروبا

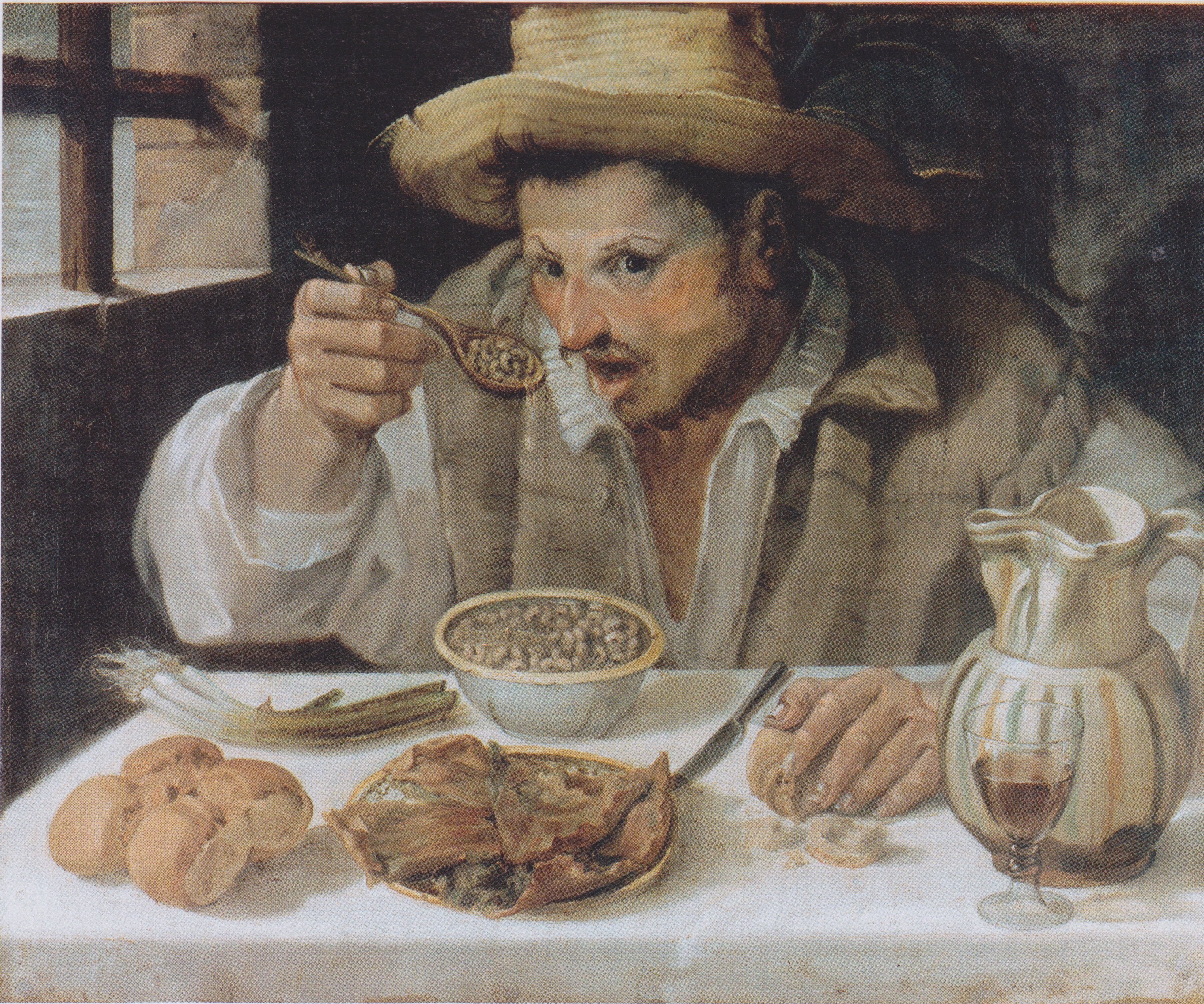
الفول ، عنصر أساسي في المطبخ الأوروبي الحديث المبكر

- المطبخ اليوناني القديم
- المطبخ الروماني القديم
- مطبخ القرون الوسطى
- المطبخ الأوروبي الحديث المبكر
- المطبخ السوفيتي